# Trios de corda, Op. 9 (Beethoven)
Els tres Trios de corda, Op. 9, foren compostos per Ludwig van Beethoven els anys 1797–98. Foren publicats a Viena el 1799, amb una dedicatòria al seu patró, el Comte Johann Georg von Browne (1767–1827). Foren estrenats pel violinista Ignaz Schuppanzigh i dos col·legues del seu quartet de corda. Segons el violinista i director Angus Watson, aquests músics eren probablement Franz Weiss a la viola i Nikolaus Kraft o el seu pare Anton al violoncel.
Encara que aquest conjunt de trios no són de les obres més interpretades de Beethoven, va representar una fita significativa en el seu desenvolupament com a compositor. En el moment de la publicació, Beethoven, amb 28 anys, considerava que els trios eren les seves millors composicions. Els trios es poden entendre com una part de la seva preparació de cara a la creació de quartets de corda, que es van convertir en el principal gènere entre la seva música de cambra.
El musicòleg Gerald Abraham ha comentat que, en termes del seu estil i valor estètic, els Trios de corda Op. 9 se situen al costat dels primers quartets de corda de Beethoven que van ocupar el lloc dels trios en les sales de concerts. Beethoven no va compondre altres trios després dels primers quartets (Op. 18) que es van publicar l'any 1801.

## Estructura
Cada trio consta de quatre moviments amb la forma sonata en els primers moviments, suggerint que Beethoven no tenia la intenció de fer peces de cambra lleugeres.
- Trio de corda núm. 3 en sol major, Op. 9 núm. 1
  - I. Adagio - Allegro con brio
  - II. Adagio ma non tanto e cantabile
  - III. Scherzo – Allegro
  - IV. Presto
- Trio de corda núm. 4 en re major, Op. 9 núm. 2
  - I. Allegretto
  - II. Andante quasi allegretto
  - III. Menuetto – Allegro
  - IV. Rondó – Allegro
- Trio de corda núm. 5 en do menor, Op. 9 núm. 3
  - I. Allegro con spirito
  - II. Adagio con espressione
  - III. Scherzo – Allegro molto e vivace
  - IV. Finale – Presto